# 어벤지드 세븐폴드
어벤지드 세븐폴드(Avenged Sevenfold 이하 A7X)는 1999년 캘리포니아주 헌팅턴 비치에서 결성된 미국의 헤비 메탈 밴드이다.

## 역사

### 밴드의 형성 과 Sounding the Seventh Trumpet (1999~2002)
어벤지드 세븐폴드는 1999년 밴드의 첫맴버인 엠 섀도우스, 잭키 벤젠스, 더 레브,멧 웬트와 함께 헌팅턴 비치 켈리포니아에서 구성되었다. 엠 섀도우스는 성경의 창세기 4장24절의 카인과 아벨의 이야기로 밴드를 시작했지만 본인들은 언제나 크리스쳔 밴드가 아님을 강조한다. 멤버들의 예명은 고등학교때부터 만들어서 사용하기 시작했었다. 베이시스트는 멧 웬트에서 저스틴 '세인' 메캄으로 교체가 되었다. 데뷔 앨범을 발표하기전 1999년과 2000년에 데모버전 음악을 녹음했었다. 2001년 중반 저스틴 세인은 과도한양의 기침 시럽은 마신후 자살을 시도했었다. 그의 자살시도는 밴드의 Take Action Tour 에 영향을 미쳤다. 그후 저스틴 세인이 입원한동안 다미온 애쉬로 베이시스트가 교체되었다. 밴드의 데뷔 앨범인 Sounding The Seventh Trumpet은 2001년 첫레이블인 굿 라이프 레코딩으로 발매되었다. 그후 시니스터 게이츠가 밴드에 합류하였는데 그가 합류한후에 앨범이 발매되었다. 첫 트랙인"To End the Rapture"은 재녹음을 하였는데. 앨범은 레이블을 호프리스 레코드 로 2002년 재발매되었다.

### Waking the Fallen 과 City of Evil (2003–2006)
새로운 베이시스트로 조니 크라이스트가 영입된후 두번째 정규앨범인 Waking The Fallen이 레이블을 호프리스 레코드로 2003년 8월에 발매되었다. 앨범은 이전앨범과는 다르게 스크리밍이 조금 없어졌다. Vans Warped Tour에서 공연을 하였다. 2004년 어벤지드 세븐폴드는 Vans Warped Tour에서 투어를 한번 더한후 Unholy Confessions를 비디오를 촬영하였다. Waking the Fallen이후 어벤지드 세븐폴드는 호프리스 레코드를 뒤로하고 워너 브라더스 레코드와 계약을 하였다. City of Evil는 밴드의 세번째 정규앨범으로 2005년 6월7일에 발매되었다. 앨범은 출시한 뒤 한주만에 30,000이상이 판매되었다. 앨범은 메탈 코어로 장르를 바꾸어 이전 앨범보다 조금 더 고전적인 메탈음을 활용하였다. 앨범은 스크리밍과 크로울링이 빠졌다. 앨범은 몇가지의 잡지와 웹사이트에서 좋은 평가를 받았는데 이것은 국제적인 인기에 도움이 되었다.

### Avenged Sevenfold,"더 레브"의 사망 (2007-2009)
어벤지드 세븐폴드는 오즈페스트의 정식공연으로 초청이 됐다, 그들은 2006년 처음으로 록/헤비 메탈밴드로 잘알려진 드래곤포스,Lacuna Coil, 헤이트브리드, 디스터브드, 시스템 오브 어 다운과 함께 공연을 하였다. 그해 밴드는 미국을 포함하여,영국,일본,호주,뉴질랜드에서 worldwide tour를 끝내고 6달 후 City of Evil의 프로모션을 하였고,밴드는 새로운 노래를 녹음하기 위해 2006년 가을 투어를 취소한다고 발표하였다. 2007년 7월 17일 밴드는 그들의 첫 DVD 타이틀인 All Excess를 발매하였다.
2007년 10월 26일 어벤지드 세븐폴드는 4번째 정규앨범인 Avenged Sevenfold를발매하였는데 이것은 90,000 이상의 사본이 판매되어 빌보드 200의 4위에 올랐다. 두 싱글앨범인 "Critical Acclaim"과"Almost Easy"는 정규앨범이 발매되기전에 발매가 되었다. 2007년12월에는 "A Little Piece of Heaven"의 애니메이션 뮤직비디오가 제작되었다. 세번째 싱글인 "Afterlife"는 2008년1월에 뮤직비디오와 함께 발매되었다.네번째 싱글 "Dear God"은 2008년6월 15일에 발매되었다. 어벤지드 세븐폴드는 2008년 Taste of Chaos 투어에서 Atreyu,Bullet for My Valentine,Blessthefall,Idiot Pilot등의 밴드와 함께 해드라인을 장식하였다. 어벤지드 세븐폴드는 2008년9월 16일에 발매된 Live in the LBC & Diamonds in the Rough를 위해 그들의 마지막 공연을 롱비치에서 하였다. 그리고 그들은 몇가지 커버한노래를 포함하여 노래를 녹음했는데 커버한노래는 아이언 메이든의 "Flash of the Blade", 판테라의 "Walk"와 블랙 사바스의 "Paranoid" 등이었다. 그들은 2009년 5월 16-17일 동안 Rock on the Range에서 공연을 하였다. 2009년12월 28일 밴드의 드러머인 제임스 (더 레브) 설리번이 자택에서 변사체로 발견되었다 당시 그의나이는 28세였다. 2010년6월 9일에 죽음의 원인은 옥시코돈,옥시모르폰,디아제팜/노르다이제팜,에탄올 합성에 의한 급성 폴리약물 중독으로 발혀졌다.

## 구성원
현재 소속
- 엠 섀도우스 - 리드 보컬 (1999년~현재)
- 잭키 벤젠스 - 리듬 기타/백 보컬 (1999년~현재)
- 시니스터 게이츠 - 리드 기타/백 보컬 (2000년~현재)
- 조니 크라이스트 - 베이스/백 보컬 (2003년~현재)
- 브룩스 와커먼 - 드럼 (2015년~현재)

세션 및 투어링 멤버
- 마이크 포트노이 - 드럼 (2010년)

과거 소속
- 저스틴 세인 - 베이스 (2000년~2002년)
- 다메온 애쉬 - 베이스 (2002년~2003년)
- 맷 웬트 - 베이스/백 보컬(1999년~2000년)
- 더 레브 - 드럼/피아노/백 보컬 (1999년~2009년;사망 2009년)
- 에이린 일리제이 - 드럼 (2011년~2015년)'

## 음반 목록
정규
- Sounding the Seventh Trumpet (2001년)
- Waking the Fallen (2003년)
- City of Evil (2005년)
- Avenged Sevenfold (2007년)
- Nightmare (2010년)
- Hail to the King (2013년)
- The Stage (2016년)

라이브 앨범
- All Excess (2007) - 비디오 앨범
- Live in the LBC & Diamonds in the Rough (2008) - 라이브 앨범

EP/싱글 앨범
- Not Ready to Die (2011)
- Carry On (2012)
- Warmness on the Soul - EP 앨범
- Welcome to the Family (2010) - EP 앨범

## 내한공연
어벤지드 세븐폴드의 첫 내한공연은 2015년1월12일에 있었다. 그들의 공식페이스북에서 2014년10월에 공연일정이 떴었으며, 아래는 공연의 셋리스트이다.
| #   | 제목                        | 재생 시간 |
| --- | --------------------------- | --------- |
| 1.  | 〈"Shepherd of Fire"〉      |           |
| 2.  | 〈"Critical Acclaim"〉      |           |
| 3.  | 〈"Welcome to the Family"〉 |           |
| 4.  | 〈"Hail to the King"〉      |           |
| 5.  | 〈"Beast and the Harlot"〉  |           |
| 6.  | 〈"Buried Alive"〉          |           |
| 7.  | 〈"Seize the Day"〉         |           |
| 8.  | 〈"Nightmare"〉             |           |
| 9.  | 〈"Chapter Four"〉          |           |
| 10. | 〈"Almost Easy"〉           |           |
| 11. | 〈"Guitar Solo"〉           |           |
| 12. | 〈"Afterlife"〉             |           |
| 13. | 〈"This Means War"〉        |           |
| 14. | 〈"Acid Rain"〉             |           |

| #   | 제목                     | 재생 시간 |
| --- | ------------------------ | --------- |
| 15. | 〈"Unholy Confessions"〉 |           |
| 16. | 〈"Bat Country"〉        |           |

| #   | 제목                           | 재생 시간 |
| --- | ------------------------------ | --------- |
| 17. | 〈"A Little Piece of Heaven"〉 |           |

2015년 현대카드가 기획한 컬처프로젝트 17 <5 Nights>의 첫 주자로 어벤지드 세븐폴드가 나섰다. 공연 당시 잠실 종합운동장 앞에 큰 돔공연장을 설치했는데, 정작 스테이지의 넓이가 관객들이 있는 곳의 사이즈와 비슷해서 많은 관객들을 실망스럽게 했다. 공연은 8시부터 시작하는데 공연장 입장을 6시부터 시켜 두 시간이나 관객들을 세워놨다. 인원은 약 1500명가량이 모였는데, 이는 같은 현대카드 컬처프로젝트 17 <5 Nights>의 다른 공연과 비슷한 수준였다.
공연이 시작하자 폭발적인 분위기로 급 전환되었다. 두 번째 곡이었던 Critical Acclaim 이후에는 왜 여기 진작 안온거야?라는 말을 하기도 했다. Acid Rain이 끝난 이후에는 한 1분가량 쉰 뒤 다시 앵콜 공연을 시작했다. 첫번째 앵콜이 끝나자 다시 들어온 뒤 "무슨 곡을 듣고 싶어?"라는 질문에 서로 갖가지 노래를해달라고 하던중 여러명이 A Little Piece of Heaven이라고 답해 곡을 연주해주었다.
한국 공연이 마음에 들었는지 멤버 전원이 공연 내내 웃는 모습을 보여주었다. 그리고 공연 도중 보컬인 엠 섀도우스가 "우리가 진작에 여기를 올걸 그랬다"라고 하며 이어"여러곳에서 공연을 했지만 어디는 그냥 마음에 들지 않았지만, 여기는 아주 대단하다" 라고 했다.
공연 마지막과 자신들의 페이스북 페이지를 통해 한국에 다시 돌아오겠다는 의사를 밝혔는데, 공식 인터뷰에서 아시아 투어가 끝난 뒤 앨범 작업을 하겠다는 말을 한 적이 있다.